# Voi trắng

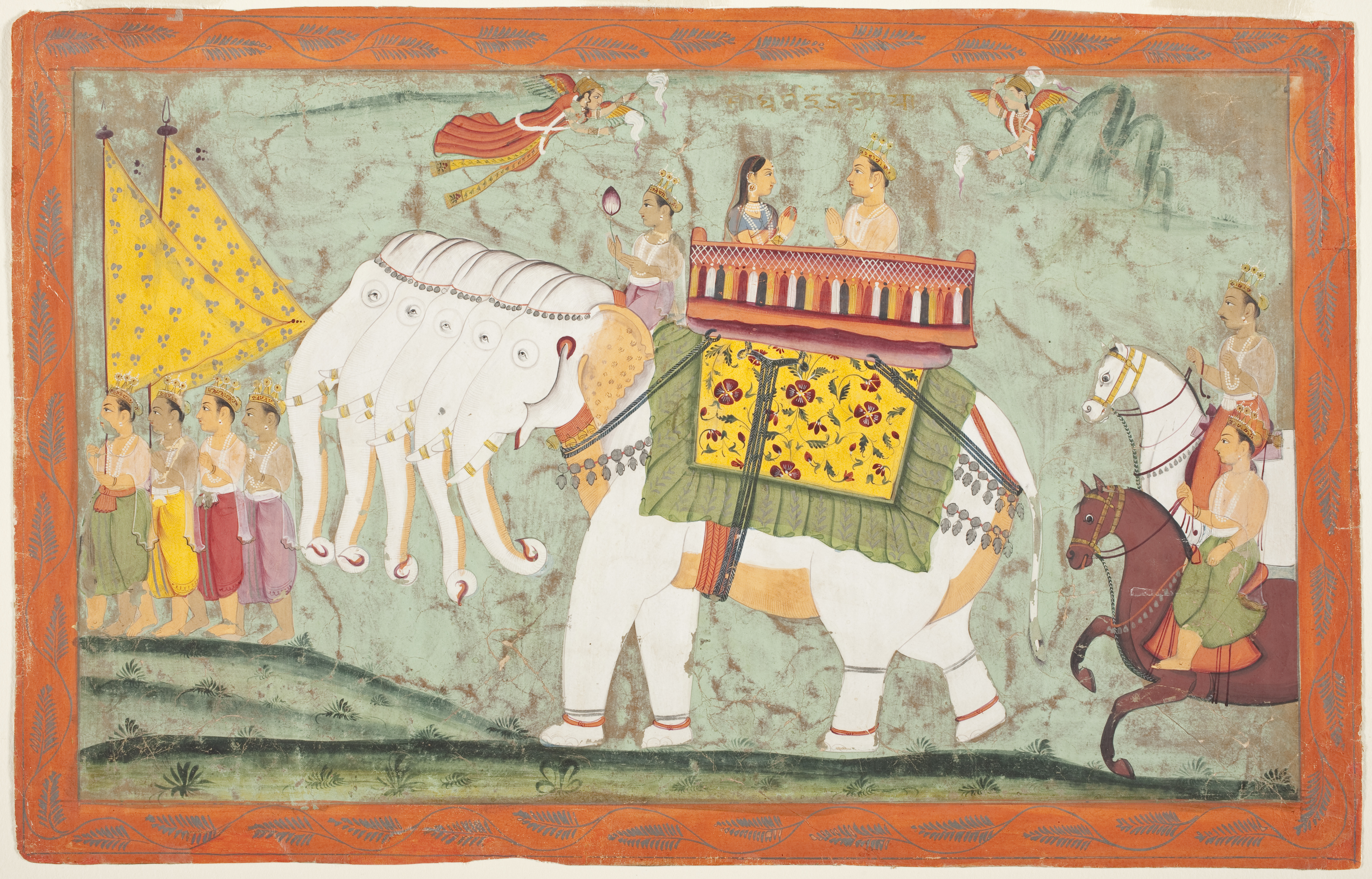
Indra (tên khác Sakra) và Sachi cưỡi voi trắng thần năm đầu Airavata, khoảng 1670-1680, tranh trong bảo tàng LACMA, nguyên gốc từ Amber, Rajasthan

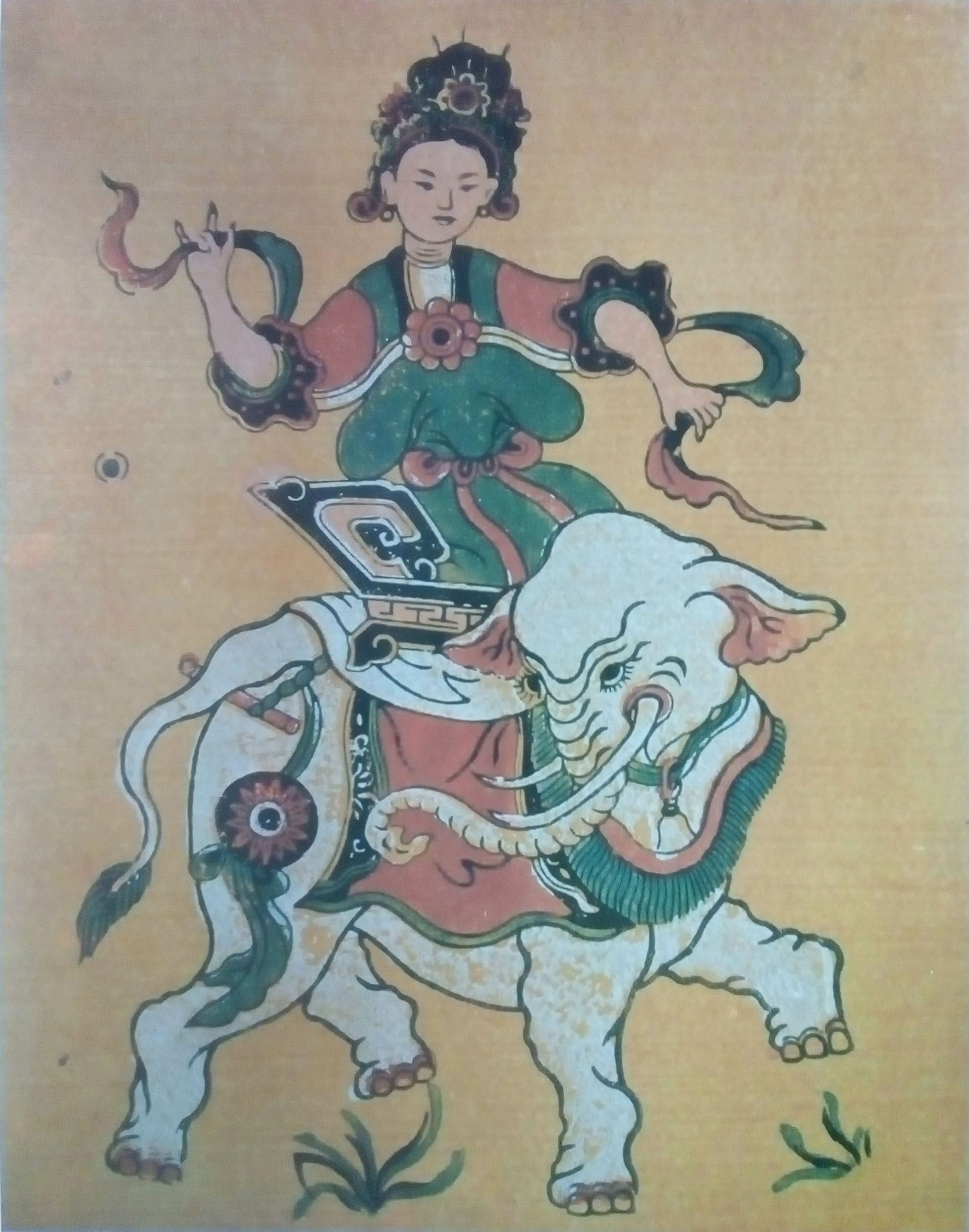
Bà Triệu Thị Trinh cưỡi voi trắng

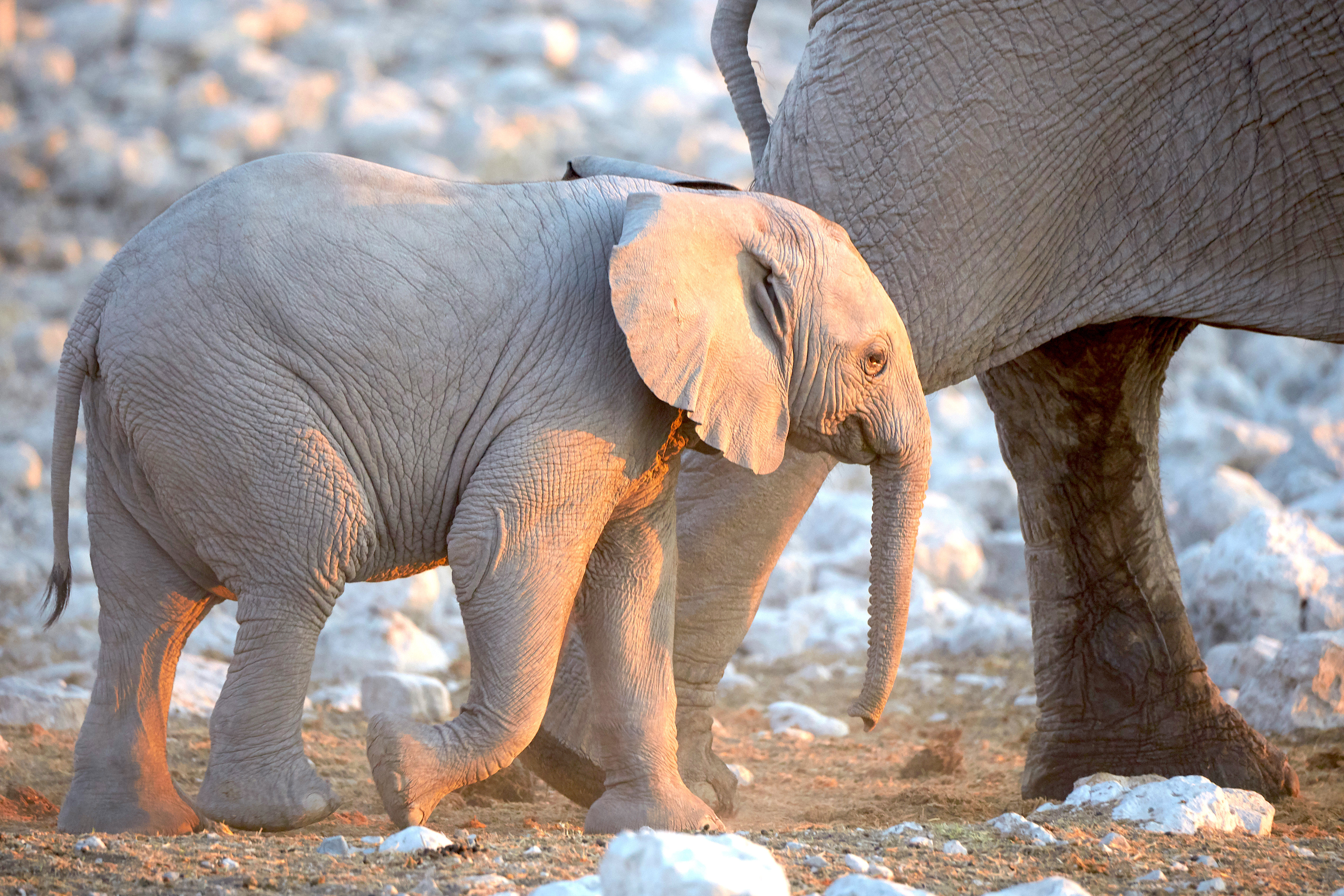
Một con voi trắng

Voi trắng hay bạch tượng (còn gọi là voi bạch tạng) là một dạng voi hiếm, nhưng không phải là một loài riêng biệt. Đối với một số vương quốc ở Đông Nam Á như Thái Lan, Myanma, Lào, Campuchia, sở hữu một con voi trắng là điềm vương triều đang hùng mạnh, vương quốc thái bình thịnh vượng.
Voi trắng có liên hệ với vũ trụ quan Hindu, núi Indra, vua của các vị thần Vedic là Ảiravata, là một con voi trắng. Voi trắng cũng có liên hệ phức tạp với vũ trụ quan Phật giáo, ngọn núi của Sakka (vị thần Phật giáo và người cai trị thiên đường Tavatimsa) là một con voi trắng ba đầu có tên Airavata. Voi bạch tạng có trong tự nhiên và thường có màu hơi nâu đỏ hay hồng.
Trong văn hóa các nước nói tiếng Anh, voi trắng ám chỉ tài sản mà chi phí duy trì vượt quá giá trị mang lại. Quan niệm này xuất phát từ câu chuyện các vị vua Thái Lan tặng voi trắng cho các quan bị thất sủng. Món quà mang ý nghĩa tốt đẹp nhưng cũng là lời nguyền rủa vì người nhận phải chăm sóc một con vật rất tốn kém mà không được phép cho đi hay sử dụng vào việc gì.

## Sách tham khảo
- John Dowson, A Classical Dictionary of Hindu Mythology and Religion, Geography, History, and Literature. Nhà xuất bản Trübner & Company, London, 1870.
- Văn Lang-Quỳnh Cư-Nguyễn Anh, Danh nhân đất Việt (Tập 1). Nhà xuất bản Thanh niên, 1995.